# Xenylla hexagona
Xenylla hexagona är en urinsektsart som beskrevs av Fjellberg 1992. Xenylla hexagona ingår i släktet Xenylla och familjen Hypogastruridae. Inga underarter finns listade i Catalogue of Life.